# Orde van Sint-Karel (Monaco)

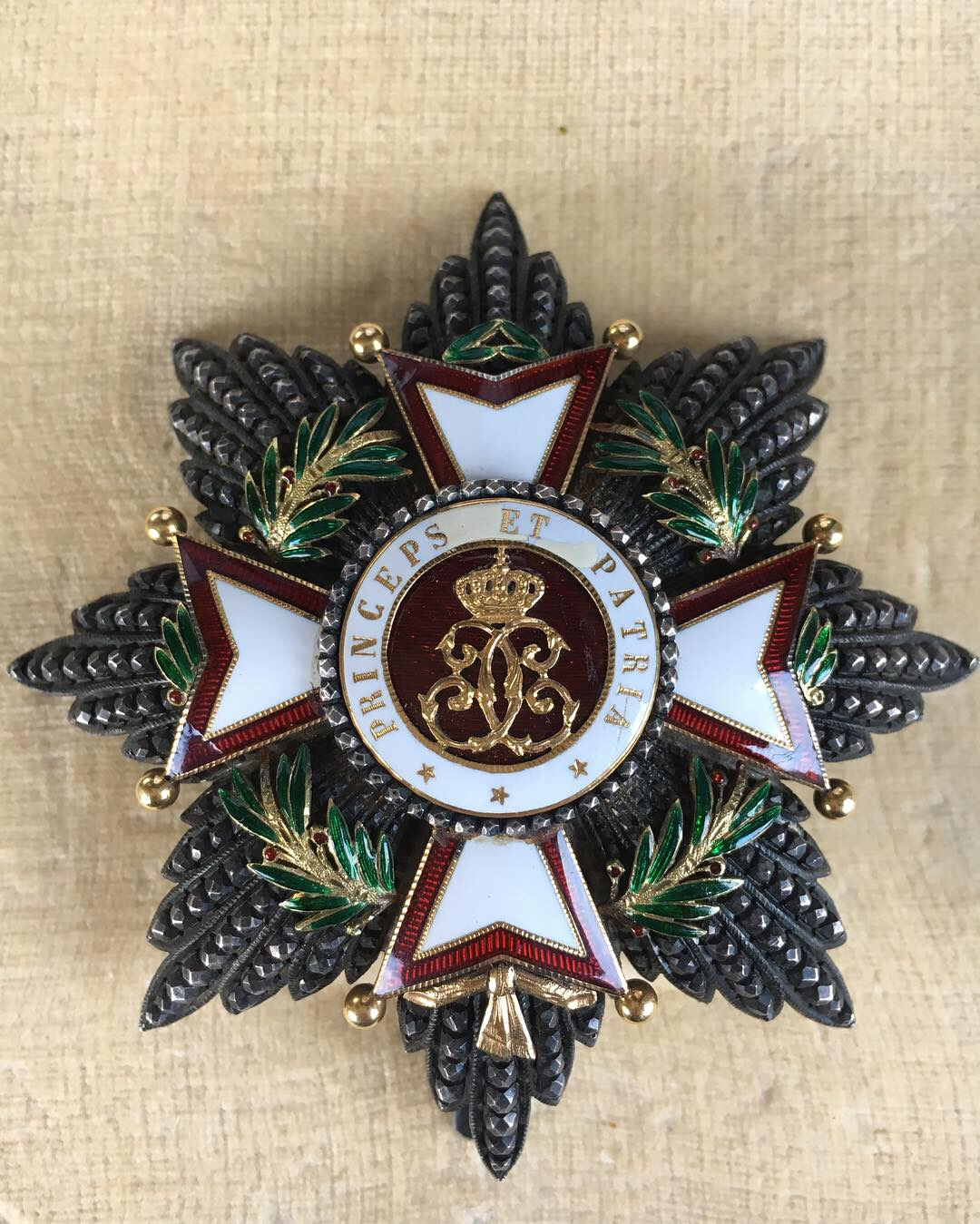
Ster

De Orde van Sint-Karel (Frans: "Ordre de Saint-Charles") werd op 15 maart 1858 door Prins Karel III van Monaco ingesteld als een orde van verdienste voor Monagasken en vreemdelingen.
Men verleent deze orde voor verdiensten voor "Prins en staat".
De graden van de orde
- Grootkruis

De grootkruisen dragen het kleinood van de orde aan een grootlint op de linkerheup en de ster van de orde op de linkerborst
- Grootofficier

De Grootofficieren dragen een kleinood aan een lint met een rozet op de linkerborst en een ster rechtsonder op de rechterborst.
- Commandeur

De Commandeur draagt een groot uitgevoerd kleinood van de Orde aan een lint om de hals.
- Officier

De Officier draagt een kleinood aan een lint met een rozet op de linkerborst.
- Ridder

De Ridder draagt een kleinood aan een lint op de linkerborst.Bij de ridder is in het kleinood geen goud verwerkt
Prins Reinier III werd geregeld met de keten van de orde gezien. Zijn zoon en opvolger Albert II heeft de keten ook gedragen.
De versierselen
Het kleinood is een achtpuntig wit geëmailleerd kruis van Malta met rode biezen op de armen. In het medaillon is een gekroond gouden monogram met twee verstrengelde "C"ees afgebeeld.
De sterren zijn van zilver, het lint is wit met brede rode strepen.
| Batons van de Orde van Sint-Karel | Batons van de Orde van Sint-Karel | Batons van de Orde van Sint-Karel | Batons van de Orde van Sint-Karel | Batons van de Orde van Sint-Karel | Batons van de Orde van Sint-Karel |
| --------------------------------- | --------------------------------- | --------------------------------- | --------------------------------- | --------------------------------- | --------------------------------- |
| Grootkruis                        | Grootofficier                     | Commandeur                        | Officier                          | Ridder                            |                                   |

## Bekende drager
- Ban Ki-moon, (Grootkruis)
- Albert II van België
- Caroline van Monaco
- Vladimir Poetin
- Philip van Griekenland en Denemarken